# Brown megye (Illinois)
Brown megye az Amerikai Egyesült Államokban, azon belül Illinois államban található. Megyeszékhelye és legnagyobb városa Mount Sterling. Lakosainak száma 6244 fő (2020. április 1.). Brown megye Schuyler, Cass, Morgan, Pike és Adams megyékkel határos.

## Népesség
A megye népességének változása:
| Lakosok száma | 6912 | 6879 | 6908 | 6860 | 6829 | 6244 |
|               | 2010 | 2011 | 2012 | 2013 | 2015 | 2020 |